# 方墳

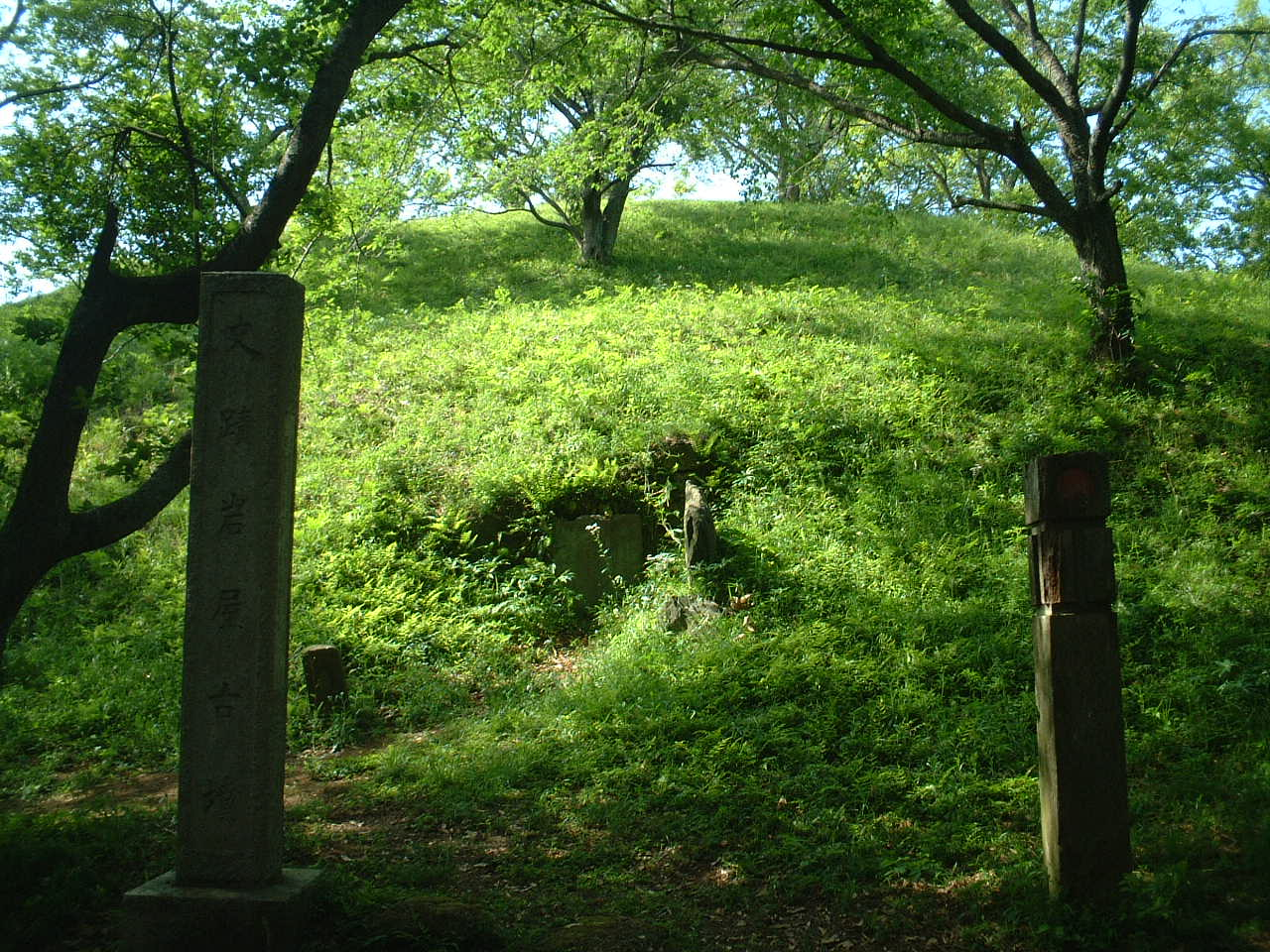
方墳中第二大規模的龍角寺岩屋古墳

方墳（日语：／ Hōfun）是日本古墳的一種建築模式，特徵為其方形墳丘，有些是正方形，有些是長方形，均統稱為方墳。與彌生時代的方形周溝墓關係不明，一些觀點則認為有關連。方墳數量上比圓墳和前方後圓墳都要少，分佈來說島根縣東部舊出雲國範圍尤其多，最大的方墳則位於奈良縣橿原市，邊長90米的桝山古墳。

## 概要
方墳出現於古墳時代前期後半，次於圓墳，早於前方後圓墳出現，與圓墳一樣多有埴輪，內部則是粘土槨、豎穴式石室和石棺為主，部分則採用木棺直接下葬或是以竹簾包起來落葬，中期則多為前方後圓墳的陪葬墓。5世紀時的方墳規模並不大，但是陪葬品卻與別不同，例如奈良縣五條市的五條貓塚古墳的出土物為附有蒙古鉢形眉的頭盔和金銅製透彫銙帶金具，橿原市的新澤千塚古墳群126號墳則是青銅製燙斗等等，由此可見當時日本與中國大陸、朝鮮半島的關係。後期方墳與圓墳的特徵均是大規模的橫穴式石室，顯現出當時日本的巨石文化，它與前方後圓墳相比泥土用量非常少，外部則使用葺石的方式而建成，這種變化被認為是受到歐亞大陸影響而形成的，石棺則多為屋形石棺。6世紀末時，大阪府太子町的傳用明天皇陵春日向山古墳和傳推古天皇陵山田高塚古墳等大型方墳開始在近畿地方出現。7世紀時的東日本，方墳多建於寺院的旁邊，例如群馬縣前橋市的宝塔山古墳、蛇穴山古墳和千葉縣榮町龍角寺岩屋古墳等等，可以推測被葬者與其氏寺有關。